# Rochemaure
Rochemaure är en kommun i departementet Ardèche i regionen Auvergne-Rhône-Alpes i sydöstra Frankrike. Kommunen ligger  i kantonen Rochemaure som ligger i arrondissementet Privas. År 2022 hade Rochemaure 2 250 invånare.

## Befolkningsutveckling
Antalet invånare i kommunen Rochemaure
Referens: INSEE

## Galleri

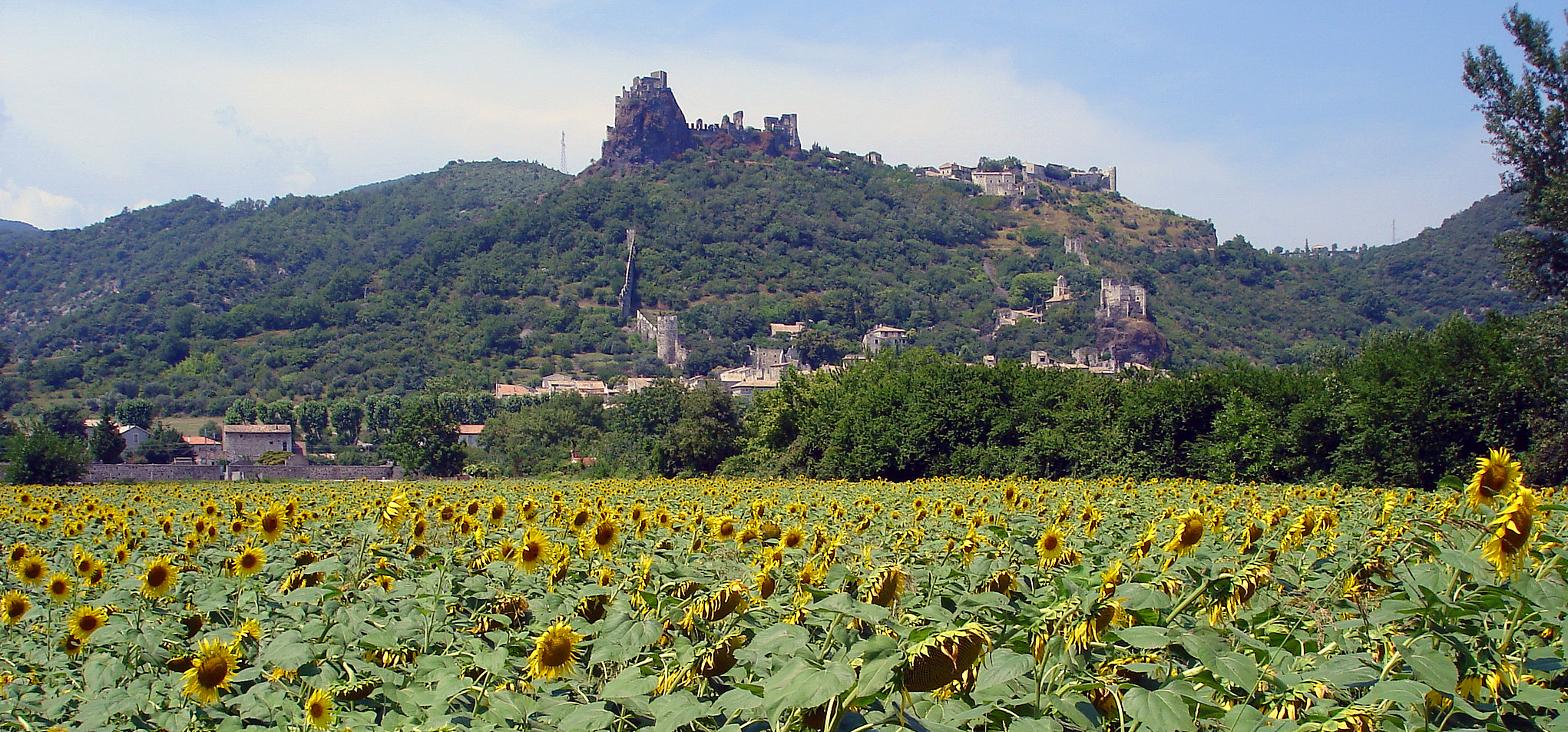
Slottet Rochemaure
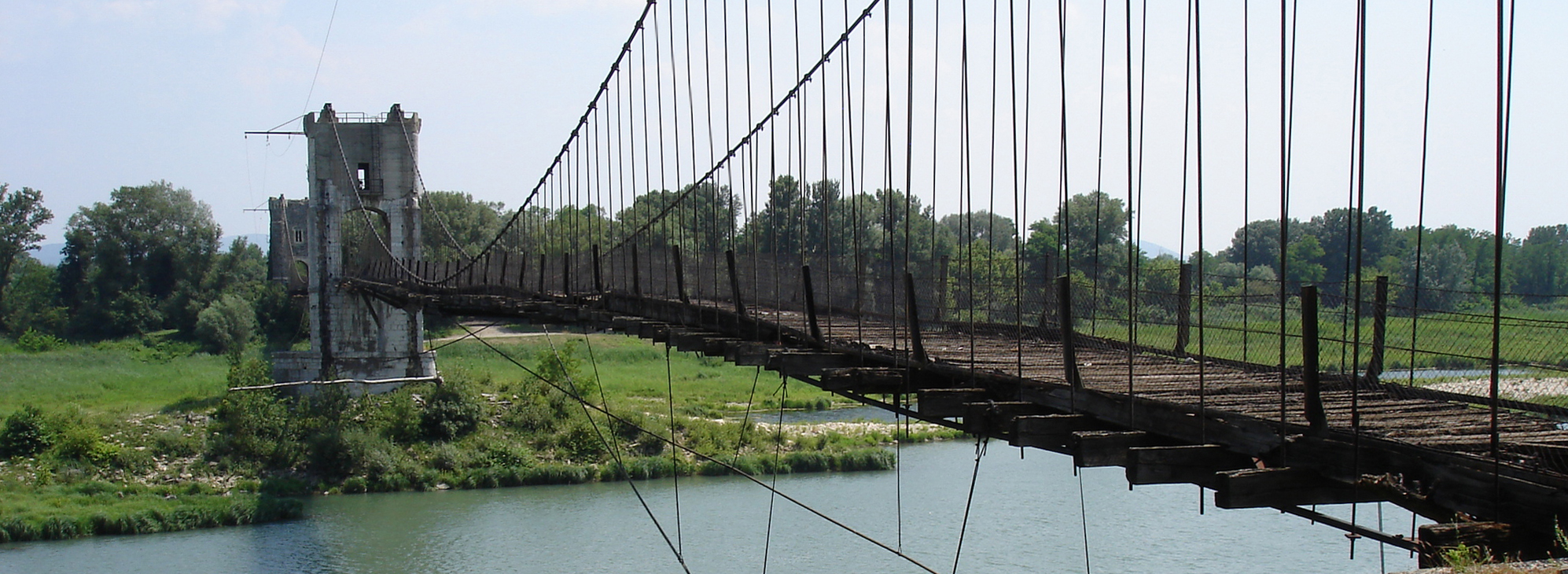
Den gamla hängbron från 1859